# Геннінг (Іллінойс)
Геннінг (англ. Henning) — селище (англ. village) в США, в окрузі Вермільйон штату Іллінойс. Населення — 210 осіб (2020).

## Географія
Геннінг розташований за координатами 40°18′25″ пн. ш. 87°42′3″ зх. д. / 40.30694° пн. ш. 87.70083° зх. д. (40.306855, -87.700956).  За даними Бюро перепису населення США в 2010 році селище мало площу 3,95 км², уся площа — суходіл.

## Демографія
Згідно з переписом 2010 року, у селищі мешкала 251 особа в 92 домогосподарствах у складі 71 родини. Густота населення становила 64 особи/км².  Було 105 помешкань (27/км²).
Расовий склад населення:
| - 100,0 % — білих |

До двох чи більше рас належало 0,0 %. Частка іспаномовних становила 1,6 % від усіх жителів.
За віковим діапазоном населення розподілялося таким чином: 28,7 % — особи молодші 18 років, 60,5 % — особи у віці 18—64 років, 10,8 % — особи у віці 65 років та старші. Медіана віку мешканця становила 37,9 року. На 100 осіб жіночої статі у селищі припадало 91,6 чоловіків;  на 100 жінок у віці від 18 років та старших — 82,7 чоловіків також старших 18 років.
Середній дохід на одне домашнє господарство  становив 50 246 доларів США (медіана — 37 083), а середній дохід на одну сім'ю — 49 738 доларів (медіана — 37 083). Медіана доходів становила 43 750 доларів для чоловіків та 21 840 доларів для жінок. За межею бідності перебувало 5,9 % осіб, у тому числі 1,9 % дітей у віці до 18 років та 24,2 % осіб у віці 65 років та старших.
Цивільне працевлаштоване населення становило 127 осіб. Основні галузі зайнятості: освіта, охорона здоров'я та соціальна допомога — 40,9 %, виробництво — 15,7 %, транспорт — 10,2 %, роздрібна торгівля — 10,2 %.